# Промежиці
Промежиці - колишнє село, а нині приміський мікрорайон з 1-2-поверховою забудовою на півдні Пскова (в Завокзаллі). Знаходиться при впадінні у річку Велику її притоки - річки Промежиці, на північ від гирла іншої притоки - річки Черехи.
У міську межу Пскова село Промежиці було включено в 1925.
Біля гирла річки Черехи розташовані руїни храму, будівля школи псаломщиків і дзвіниця колишнього Пантелеймонова монастиря.  Сьогодні біля руїн колишнього монастиря розташовані військові об'єкти спецназу ГРУ.
На схід від Промежиць тягнеться територія аеропорту «Псков».